# Индраджит
Индраджи́т (санскр. इन्द्रजीत, IAST: indrajīt) или Мегхана́да (санскр. मेघनाद) — персонаж древнеиндийского эпоса «Рамаяна», сын демонического правителя Ланки Раваны. В буквальном переводе «Индраджит» означает «победивший Индру».
Индраджит сыграл активную роль в войне между Рамой и Раваной. Перед каждой битвой он совершал яджню злым духам, которая делала его непобедимым.
Мегханада в сражении захватывает и пленяет Индру, вследствие отсутствия правителя на небесах начинается беспорядок. Брахма является к Мегханаде, нарекает его Индраджит и просит отпустить пленника. Согласие было получено на условии дарования Мегханаде бессмертия в бою после проведения яджны богине Никумбалы.
После прибытия войск Рамы на Ланку между Лакшмана и Индраджит завязывается бой, в котором Лакшмана проигрывает. Первый раз Мегханада применяет волшебную стрелу, насылающую высасывающих жизнь змей. Во второй раз — оружие шакти. Но каждый раз к следующему дню его противник выздоравливает.
В третий раз Индраджит решает применить своё самое сильное оружие, получив его при совершении яджны богине Никумбалы. Но Лакшмана, при содействии Вибхишаны, не даёт совершить данный обряд, а также в течение боя доказывает свою божественную природу. Хотя Индраджит и признаёт силу противника, но считает, что его долг защищать страну и отца. Продолжая бой, он погибает.